# Trade Martin
Trade Martin (* 1. September 1942) ist ein US-amerikanischer Sänger, Gitarrist, Songwriter und Arrangeur im Bereich der Popmusik.

## Musikalische Laufbahn
Martin begann seine Musikerlaufbahn zusammen mit seinem Partner Johnny Power, mit dem er als Johnny & the Jokers Ende der 1950er Jahre Schallplatten bei Harvard Records produzierte. 1960 gründeten beide das Plattenlabel Rome Records, dessen bekanntesten Interpreten die Doo-Wop-Gruppe The Earls war. Bei den meisten Produktionen wirkte Martin als Studiomusiker mit. Das Label hatte nur bis 1962 Bestand.
Martins Karriere als Solosänger und unter seinem Geburtsnamen begann 1959 mit zwei Singles bei den Plattenfirmen Gee Records und dessen Tochterfirma Roulette Records. Bei Gee erschien die seltene Gitarrensoloaufnahme La Mer. Nach einer Pause von zwei Jahren erhielt er 1960 einen Plattenvertrag beim New Yorker Label Coed Records, das bis 1964 sechs Singles mit ihm veröffentlichte. Die erste Coed-Platte war zugleich Martins erfolgreichste Produktion. Der A-Seiten-Titel That Stranger Used to Be My Girl erreichte bei den Hot 100 des Musikmagazins Billboard im November 1962 den 28. Platz. Nachdem Coed 1964 den Betrieb eingestellt hatte, veröffentlichte Martin weitere Singles bei den Plattenfirmen Stallion, RCA Victor, Toot und Buddah. Bei Buddah erschienen 1971/72 auch Martins beide Musikalben.
Als Songwriter war Martin mit seinem Titel Take Me For A Little While erfolgreich, der mit zwei Interpreten in die Hitlisten kam. Patti LaBelle erreichte 1966 Platz 89, während Vanilla Fudge 1968 38. wurde. Der Titel wurde unter anderem auch von Cher und Jackie Ross gecovert. Sein Song Peace To The World wurde von B. B. King in das Musikalbum Live at San Quentin aufgenommen, das 1991 den Grammy für das beste Traditional-Blues-Album erhielt. Außerdem komponierte er die Musik für zahlreiche Werbespots. Dass er auch in der Filmbranche gut vernetzt war, beweisen Engagements als Komponist (z. B. in den Filmen West New York, Made for Each Other) und als Produktionsleiter (ebenfalls in West New York). Außerdem übernahm er auch eine Filmrolle in West New York. Als Arrangeur wirkte Martin bei Aufnahmen von Joey Dee & the Starliters, Lesley Gore und den Tokens mit, und als Studiogitarrist arbeitete er mit Stars wie Burt Bacharach, Joan Baez, Bobby Darin und Carole King zusammen. Für die Bands B. T. Express und The Vagrants hatte Martin als Produzent gearbeitet.

## US-Diskografie

### Vinyl-Singles
| A/B-Seite                                                                           | Katalog-Nr. | veröffentl. |
| ----------------------------------------------------------------------------------- | ----------- | ----------- |
|                                                                                     | Gee         |             |
| La Mer / Loving You                                                                 | 1053        | 12/1959     |
|                                                                                     | Roulette    |             |
| My Song of Love / Pomp and Circumstance                                             | 4258        | 06/1960     |
|                                                                                     | Coed        |             |
| That Stranger Used to Be My Girl / We’ll Be Dancin’ on the Moon                     | 570         | 09/1962     |
| Hula Hula Dancin’ Doll / Something in the Wind                                      | 573         | 12/1962     |
| Strategy / Lucky Boy, Happy Girl, Lonely Me                                         | 575         | 02/1963     |
| Hot Diggity / Lovability                                                            | 579         | 5/1963      |
| Send for Me / Spend Your Life with Me                                               | 590         | 02/1964     |
| Joanne / Liverpool Baby                                                             | 594         | 06/1964     |
|                                                                                     | Stallion    |             |
| She Put the Hurt on Me / Son of a Millionaire                                       | 1003        | 01965       |
|                                                                                     | RCA Victor  |             |
| Work Song / So This Is Love                                                         | 08/1966     |             |
| Take Me for a Little While / Moanin’                                                | 9112        | 02/1967     |
| Sixteen Tons / She’s Got the Wind in Her Hair                                       | 9210        | 05/1967     |
|                                                                                     | Toot        |             |
| If I Were a Rich Man /?                                                             | 606         | 01968       |
| Strings of Gitarro / There Is Just one Time                                         | 607         | 01968       |
| I Couldn’t Make You Love Me / You’re the Cause of It                                | 610         | 01968       |
|                                                                                     | Buddah      |             |
| I Can’t Do It for You / To Know the Girl                                            | 266         | 11/1971     |
| Theme from „Made for Each Other“ (Stereo) / Theme from „Made for Each Other“ (Mono) | 290         | 03/1972     |

### Langspielplatten
| Titel               | Katalog-Nr. | veröffentl. |
| ------------------- | ----------- | ----------- |
| Made for Each Other | Buddah 5111 | 1971        |
| Let Me Touch You    | Buddah 5126 | 1972        |